# Symfonie nr. 4 (Poot)
Symphonie nr. 4 een compositie voor symfonieorkest van de Belgische componist en lid van de componisten groep De Synthetisten Marcel Poot uit 1970. Het werk is voor het eerst uitgevoerd worden op 5 november 1971 door het Symfonie Orkest van de Belgische Radio en Televisie onder leiding van Rudolph Albert.